# Нижнеингашский район
Нижнеинга́шский райо́н — административно-территориальная единица (район) и муниципальное образование (муниципальный район) в восточной части Красноярского края России.
Административный центр — посёлок городского типа Нижний Ингаш.

## География
Удалённость от Красноярска — 310 км.
Сопредельные территории:
- север: Абанский район
- восток: Иркутская область
- юг и запад: Иланский район.

Площадь территории — 6143 км².

## История
Район образован 4 апреля 1924 года.

## Население
| 1970    | 1979    | 1989    | 2002    | 2009    | 2010    | 2011    | 2012    | 2013    |
| ------- | ------- | ------- | ------- | ------- | ------- | ------- | ------- | ------- |
| 79 765  | ↘49 927 | ↘43 800 | ↘39 391 | ↘35 449 | ↘33 439 | ↘33 228 | ↘32 670 | ↘32 051 |
| 2014    | 2015    | 2016    | 2017    | 2018    | 2019    |         |         |         |
| ↘31 467 | ↘30 792 | ↘30 189 | ↘29 813 | ↘29 422 | ↘29 001 |         |         |         |

## Административно-муниципальное устройство
В рамках административно-территориального устройства район включает 16 административно-территориальных единиц: 2 пгт и 14 сельсоветов.
В Нижнеингашском районе 63 населённых пункта в составе двух городских и 14 сельских поселений:
| №  | Городские и сельские поселения           | Административный центр | Количество населённых пунктов | Население | Площадь, км2 |
| -- | ---------------------------------------- | ---------------------- | ----------------------------- | --------- | ------------ |
| 1  | Городское поселение посёлок Нижний Ингаш | пгт Нижний Ингаш       | 4                             | ↗7420     | 244,78       |
| 2  | Городское поселение посёлок Нижняя Пойма | пгт Нижняя Пойма       | 3                             | ↘8728     | 270,24       |
| 3  | Александровский сельсовет                | деревня Александровка  | 3                             | ↘312      | 677,40       |
| 4  | Верхнеингашский сельсовет                | село Верхний Ингаш     | 4                             | ↘1533     | 212,31       |
| 5  | Ивановский сельсовет                     | село Ивановка          | 4                             | ↘562      | 160,10       |
| 6  | Канифольнинский сельсовет                | посёлок Канифольный    | 4                             | ↘1632     | 409,17       |
| 7  | Касьяновский сельсовет                   | деревня Касьяново      | 1                             | ↗172      | 132,65       |
| 8  | Кучеровский сельсовет                    | село Кучерово          | 5                             | ↘493      | 232,19       |
| 9  | Новоалександровский сельсовет            | село Новоалександровка | 3                             | ↘442      | 223,58       |
| 10 | Павловский сельсовет                     | деревня Павловка       | 7                             | ↘425      | 698,09       |
| 11 | Поканаевский сельсовет                   | посёлок Поканаевка     | 4                             | ↘533      | 1005,10      |
| 12 | Соколовский сельсовет                    | село Соколовка         | 4                             | ↘877      | 395,99       |
| 13 | Стретенский сельсовет                    | село Стретенка         | 6                             | ↘556      | 225,84       |
| 14 | Тиличетский сельсовет                    | посёлок Тиличеть       | 2                             | ↘328      | 455,43       |
| 15 | Тинский сельсовет                        | село Тины              | 4                             | ↘2438     | 601,10       |
| 16 | Тинской сельсовет                        | посёлок Тинской        | 1                             | ↘3362     | 288,14       |

| №  | Населённый пункт  | Тип                         | Население | Муниципальное образование                |
| -- | ----------------- | --------------------------- | --------- | ---------------------------------------- |
| 1  | Александровка     | деревня                     | 269       | Александровский сельсовет                |
| 2  | Алексеевка        | деревня                     | 100       | Александровский сельсовет                |
| 3  | Байкалово         | деревня                     | 47        | Стретенский сельсовет                    |
| 4  | Бельняки          | посёлок                     | 455       | Канифольнинский сельсовет                |
| 5  | Верхний Ингаш     | село                        | 725       | Верхнеингашский сельсовет                |
| 6  | Верх-Тугуша       | посёлок                     | 0         | Павловский сельсовет                     |
| 7  | Воздвиженка       | деревня                     | 24        | Стретенский сельсовет                    |
| 8  | Глинный           | посёлок                     | 68        | Тиличетский сельсовет                    |
| 9  | Горелый Борок     | деревня                     | 80        | Ивановский сельсовет                     |
| 10 | Догадаево         | посёлок                     | 12        | Тинский сельсовет                        |
| 11 | Егоровка          | деревня                     | 0         | Павловский сельсовет                     |
| 12 | Елизаветка        | деревня                     | 76        | Тинский сельсовет                        |
| 13 | Зубенкино         | деревня                     | 99        | Кучеровский сельсовет                    |
| 14 | Ивановка          | село                        | 276       | Ивановский сельсовет                     |
| 15 | Ильинка           | село                        | 3         | Александровский сельсовет                |
| 16 | Ильинка           | деревня                     | 3         | Стретенский сельсовет                    |
| 17 | Канифольный       | посёлок                     | 1310      | Канифольнинский сельсовет                |
| 18 | Касьяново         | деревня                     | ↗172      | Касьяновский сельсовет                   |
| 19 | Кедровый          | посёлок                     | 168       | Поканаевский сельсовет                   |
| 20 | Климентьевка      | деревня                     | 112       | Павловский сельсовет                     |
| 21 | Ключи             | посёлок                     | 25        | Городское поселение посёлок Нижняя Пойма |
| 22 | Копейка           | деревня                     | 11        | Верхнеингашский сельсовет                |
| 23 | Курдояки          | посёлок                     | 515       | Городское поселение посёлок Нижняя Пойма |
| 24 | Кучерово          | село                        | 368       | Кучеровский сельсовет                    |
| 25 | Лебяжье           | посёлок                     | 44        | Канифольнинский сельсовет                |
| 26 | Локатуй           | деревня                     | 2         | Павловский сельсовет                     |
| 27 | Максаковка        | деревня                     | 170       | Ивановский сельсовет                     |
| 28 | Михайловка        | деревня                     | 173       | Соколовский сельсовет                    |
| 29 | Нижний Ингаш      | пгт, административный центр | ↘6831     | Городское поселение посёлок Нижний Ингаш |
| 30 | Нижняя Пойма      | пгт                         | ↘7840     | Городское поселение посёлок Нижняя Пойма |
| 31 | Новая Пойма       | деревня                     | 190       | Городское поселение посёлок Нижний Ингаш |
| 32 | Новоалександровка | село                        | 289       | Новоалександровский сельсовет            |
| 33 | Новорождественка  | деревня                     | 126       | Стретенский сельсовет                    |
| 34 | Ошарово           | деревня                     | 113       | Кучеровский сельсовет                    |
| 35 | Павловка          | деревня                     | 368       | Павловский сельсовет                     |
| 36 | Пермяково         | деревня                     | 6         | Павловский сельсовет                     |
| 37 | Поймо-Тины        | посёлок                     | 1234      | Тинский сельсовет                        |
| 38 | Поканаевка        | посёлок                     | ↘525      | Поканаевский сельсовет                   |
| 39 | Покровка          | деревня                     | 132       | Соколовский сельсовет                    |
| 40 | Поскотино         | деревня                     | 85        | Стретенский сельсовет                    |
| 41 | Прохладный        | посёлок                     | 40        | Канифольнинский сельсовет                |
| 42 | Рождественка      | деревня                     | 17        | Кучеровский сельсовет                    |
| 43 | Романовка         | деревня                     | 85        | Новоалександровский сельсовет            |
| 44 | Рудовка           | деревня                     | 85        | Ивановский сельсовет                     |
| 45 | Соколовка         | село                        | 600       | Соколовский сельсовет                    |
| 46 | Сосновка          | посёлок                     | 19        | Поканаевский сельсовет                   |
| 47 | Старая Пойма      | деревня                     | 186       | Городское поселение посёлок Нижний Ингаш |
| 48 | Стретенка         | село                        | 390       | Стретенский сельсовет                    |
| 49 | Сулемка           | деревня                     | 92        | Верхнеингашский сельсовет                |
| 50 | Сулемка           | посёлок                     | 816       | Верхнеингашский сельсовет                |
| 51 | Тиличеть          | посёлок                     | 471       | Тиличетский сельсовет                    |
| 52 | Тинской           | посёлок                     | ↘3362     | Тинской сельсовет                        |
| 53 | Тины              | село                        | 1406      | Тинский сельсовет                        |
| 54 | Тугуша            | деревня                     | 2         | Павловский сельсовет                     |
| 55 | Успенка           | деревня                     | 111       | Соколовский сельсовет                    |
| 56 | Фокино            | деревня                     | 11        | Кучеровский сельсовет                    |
| 57 | Шарбыш            | посёлок                     | 54        | Городское поселение посёлок Нижний Ингаш |
| 58 | Эстония           | деревня                     | 146       | Новоалександровский сельсовет            |
| 59 | Южная Тунгуска    | посёлок                     | 104       | Поканаевский сельсовет                   |

Упразднённые населённые пункты:
- 2001 год — посёлки Заусовка Новоалександровского сельсовета, Ключи рабочего поселка Нижняя Пойма, Новаторский рабочего поселка Поканаевка, Новосокольск Соколовского сельсовета[23]
- 2009 год — деревня Николаевка, поселок Заводовка[24].
- 2021 год — посёлки Лиственничный, Ревучий, Нововоздвиженка, Новый Локатуй[25].

## Экономика
- Нижнеингашское ДРСУ — дорожное строительство, содержание дорог
- Нижнеингашское ДПМК — строительство, ремонт дорог
- Предприятие «Пойма» — обслуживание нефтепровода
- Управление исправительными учреждениями
- Шпалопропиточный завод на станции Решоты

## Транспорт
Железнодорожная станция Ингашская на линии Красноярск — Тайшет.

## СМИ
- Газета «Победа»